# Temporada 2005 del Rally Mobil
La temporada 2005 del Rally Mobil fue la 25ª edición del Campeonato de Chile de Rally y la sexta con su nombre actual. Comenzó el 15 de abril y terminó el 17 de diciembre. Hubo un total de 8 citas, incluida una con doble puntuación. Entre las novedades está la inclusión de la fecha en Coyhaique, a mediados de abril, para reemplazar a Talca y el traslado del Rally de Talca, que hasta el año anterior se realizaba en las vías de Pucón, a la ciudad de Santiago. la final en la fecha compartida de Puerto Montt.
Las categorías participantes fueron los N-2 (vehículos con tracción a una sola rueda hasta 1600 cc). El N4 (vehículos hasta 2.000 cc con tracción total), este último compuesto únicamente por el Subaru Impreza WRX, el Subaru Impreza STi y el Mitsubishi Lancer Evo VIII y el N-3 (vehículos con tracción total hasta 2.000 cc).
Solo hay un dato importante a destacar esta temporada, el primero es en la categoría N-4 con la participación del piloto de Concepción, Cristián Navarrete, del rally de Coyhaique (primer encuentro del campeonato) que se ubica 7 ° en 1 de sus 8 fechas consecutivas, no terminó en 2 de sus 8 fechas consecutivas, no terminó en 3 de sus 8 fechas consecutivas y tampoco terminó en 8 fechas consecutivas y en cualquiera de las dos al final terminó séptimo en la clasificación general.
La categoría N-4 se definió en la penúltima fecha a favor del piloto de Concepción, Jorge Martínez Fontena, quien ganó el título de campeón por primera vez en la categoría, el segundo fue para el también piloto de Concepción, Enzo Innocenti, y el tercero El lugar fue para el también otro piloto de Concepción, Dino Innocenti.
En la categoría N-3, que tuvo más participantes esta temporada que la anterior, los laureles fueron para el piloto de Santiago Ramón Ibarra, mientras que el campeonato de la marca fue para el equipo Hyundai Automotores Gildemeister y en la N-2, el temuquense, Osvaldo Stuardo, ganó.

## Participantes

### Categoría N-4
| N° | Piloto                 | Navegante          | Auto                       | Procedente de | Auspiciador |
| -- | ---------------------- | ------------------ | -------------------------- | ------------- | --- |
| 1  | Federico Villagra      | Javier Villagra    | Mitsubishi Lancer Evo VIII | Argentina     | Mitsubishi Motors - Mobil - El Mercurio - Pirelli |
| 2  | Gerardo Rosselot       | Jaime Rojas        | Mitsubishi Lancer Evo VIII | Viña del Mar  | Mitsubishi Motors - Automotriz Rosselot - La Tercera - Mobil - Pirelli |
| 3  | Luis Ignacio Rosselot  | Ricardo Rojas      | Mitsubishi Lancer Evo VIII | Viña del Mar  | Mitsubishi Motors - Automotriz Rosselot - La Tercera - Mobil - Pirelli |
| 4  | Enzo Innocenti         | Eduardo Aguirre    | Subaru Impreza STi         | Concepción    | Finning - Inacap - Hyster - Abastible - Pirelli - Helicópteros del Pacífico |
| 5  | Daniel Mas             | Luis Arias         | Subaru Impreza STi         | La Serena     | Ecomac - Concreces - Pirelli - La Tercera - Loctite |
| 6  | Jorge Martínez Fontena | Alberto Álvarez    | Mitsubishi Lancer Evo VIII | Concepción    | Duoc UC - Cabur Competición - Loctite - Crónica - Sherwin Williams - Padilla y Villouta - Henkel - Pirelli - Teroson - Renault Trucks - Bonderite - Vidrios Bizama - El Sur - Rodar |
| 7  | Dino Innocenti         | Guillermo Cárdenas | Subaru Impreza STi         | Concepción    | Mobil - Serfocol - Pirelli - SKC Comercial |
| 8  | Walter Suriani         | Cristóbal Arenas   | Subaru Impreza STi         | Argentina     | Point Cola - Adelco - Embotelladora Llacolén - Pirelli - Redpower |
| 9  | Ricardo Concha         | Ricardo Kember     | Mitsubishi Lancer Evo VIII | Santiago      | Mitsubishi Motors - Mobil - El Mercurio - Pirelli |
| 10 | Jorge Martínez Torres  | Juan Pablo Vergara | Subaru Impreza WRX         | Concepción    | Duoc UC - Cabur Competición - Loctite - Crónica - Sherwin Williams - Padilla y Villouta - Henkel - Pirelli - Teroson - Renault Trucks - Bonderite - Vidrios Bizama - El Sur - Rodar |
| 11 | Jordi Serón            | Jorge Serra        | Mitsubishi Lancer Evo VIII | Concepción    | Irenesa - Serón - Flight Service - Mobil - Pirelli |
| 12 | Claudio Menzi          | Diego Curletto     | Subaru Impreza WRX         | Argentina     | Point Cola - Adelco - Embotelladora Llacolén - Pirelli - Redpower |

Categoria N-3
| N° | Piloto                  | Navegante               | Auto                      | Procedente de | Auspiciador |
| -- | ----------------------- | ----------------------- | ------------------------- | ------------- | --- |
| 13 | Matías Pilasi           | Diego Cagnotti          | Toyota Corolla            | Santiago      | Mobil - Toyota - Majorette - Bacardí - Sony Ericcson - Movistar - Michelin                                                                                             |
| 14 | Pietro Porfiri          | Eugenio Carvallo        | Nissan Primera            | San Felipe    | Nissan Marubeni - Pioneer - Pirelli - Nokia |
| 15 | Gabriel Pozzo           | Daniel Stillo           | Nissan Primera            | Argentina     | Nissan Marubeni - Pioneer - Pirelli - Nokia |
| 16 | Osvaldo Pirles          | José María Rodríguez    | Hyundai Coupé             | Argentina     | Automotores Gildemeister - Mobil - Pirelli |
| 17 | Ramón Ibarra            | Antonio de Gavardo      | Hyundai Coupé             | Santiago      | Automotores Gildemeister - Mobil - Pirelli |
| 18 | Luis Westermeier        | Eugenio Silva           | Nissan Primera            | Puerto Montt  | Nissan Marubeni - Pioneer - Pirelli - Nokia |
| 19 | Eliseo Salazar          | Pablo Vargas            | Hyundai Coupé             | Santiago      | Automotores Gildemeister - Mobil - Pirelli - Copec - Cerveza Cristal - Entel PCS - El Mercurio                                                                         |
| 20 | Juan Francisco Carrasco | María Victoria Carrasco | Chevrolet Astra Hatchback | Punta Arenas  | Movicenter - Silverstone - Würth - Inacap - Denso - Chevrolet Coseche - JVC - La Tercera                                                                               |
| 21 | Eduardo Valdés          | Gustavo Beccaria        | Chevrolet Astra Hatchback | Santiago      | Movicenter - Silverstone - Würth - Inacap - Denso - JC Ridolfi - JVC - La Tercera - Meta                                                                               |
| 22 | Cristóbal Ibarra        | Aldo Zambra             | Chevrolet Astra Hatchback | Santiago      | Movicenter - Silverstone - Würth - Inacap - Denso - JC Ridolfi - JVC - La Tercera - ACHS - Meta                                                                        |
| 23 | Marcelo Yáñez           | Sergio Dal-Dosso        | Hyundai Coupé             | Puerto Montt  | Automotores Gildemeister - Mobil - Pirelli - Distribuidora Rabié - Mayonesa Hellmann's - Clorox - Ballerina - Elite - Axe - Gillette Mach 3 - Duracell - Velas Alondra |
| 24 | Ramón Ferreyros         | Fabián Cretu            | Peugeot 307               | Perú          | Peugeot Chile - Mobil - ValService - Gallyas - Pirelli |
| 25 | Cristóbal Vidaurre      | Nicolás Levalle         | Honda Civic               | Santiago      | Honda - Mobil - DuPont - Puma - Michelin |
| 26 | Carlos Barrie           | Javiera Barrie          | Ford Focus                | Temuco        | Helicópteros del Pacífico - París - Ford - Mobil - Pirelli |
| 27 | Claudio Moya            | Juan Catalán            | Honda Civic               | Santiago      | Honda - Mobil - DuPont - Puma - Michelin |
| 28 | Álvaro Cabello          | Christian Troncoso      | Chevrolet Astra Hatchback | Concepción    | Chevrolet Coseche - First - Wynn's - JC Ridolfi |
| 29 | Eduardo Fernández       | Eugenio Allendes        | Nissan Sentra             | Santiago      | Automotora Agustinas - Nissan Cidef - JVC - Enova |
| 30 | Juan Carlos Carbonell   | Alejandro Serrano       | Nissan Primera            | Santiago      | Red Bull - Timex - Cine Hoyts - Hot Wheels - Xperto - Capel - ADT - Duracell - Lotto - Pirelli - Triunfo                                                               |
| 31 | Marcelo Vildósola       | Luis Espinoza           | Nissan Primera            | Los Ángeles   | Monroe - Atlanta - Importadora Gimport - Bosch - Moog |
| 32 | Gonzalo Huerta          | Fernando Mussano        | Peugeot 307               | Santiago      | Peugeot Chile - Mobil - ValService - Gallyas - Pirelli |
| 33 | Emilio Paredes          | Enrique Feest           | Nissan Primera            | Puerto Montt  | Áridos Paredes - Kit Car and Truck - Mobil - Pirelli |
| 34 | Juan Pablo Silva        | Cristián de la Cerda    | Nissan Primera            | Santiago      | Automotora Agustinas - Nissan Cidef - JVC - Enova - Henkel - Teroson - Loctite - Ichiban                                                                               |

Categoria N-2
| N° | Piloto                | Navegante             | Auto              | Procedente de | Auspiciador |
| -- | --------------------- | --------------------- | ----------------- | ------------- | --- |
| 35 | Marcelo Pérez         | Sergio Rosas          | Mitsubishi Colt   | Osorno        | Concreces - Silverstone - Automotora Mesa - Club Sport - Brisk - Loctite - Sparco - RS Lubricantes Osorno                                                                           |
| 36 | Osvaldo Stuardo       | Rodrigo Stuardo       | Mitsubishi Lancer | Iquique       | Point Cola - Adelco - Embotelladora Llacolén - Michelin - Redpower |
| 37 | Emilio Ahumada        | Pablo Cabrera         | Renault Clio      | San Felipe    | Dolorub - Empreservi - Amortiguadores Atlanta - Ecolife - Mobil - Amortiguadores Rancho                                                                                             |
| 38 | Ángel Bartolomé       | Rodrigo Chacón        | Renault Clio      | Santiago      | Automotriz Ovalle - Servicio Automotriz Mauricio Albornoz - Germani - Constructora Independencia - París                                                                            |
| 39 | Alejandro Burgos      | Felipe Espinoza       | Renault Clio      | Concepción    | Duoc UC - Cabur Competición - Loctite - Crónica - Sherwin Williams - Padilla y Villouta - Henkel - Pirelli - Teroson - Renault Trucks - Bonderite - Vidrios Bizama - El Sur - Rodar |
| 40 | Giovanni Innocenti    | Claudio Ocampo        | Nissan Platina    | Concepción    | Automotora Sergio Escobar y Cia. - Nissan Marubeni - Pirelli - Mobil - JVC |
| 41 | Luis Núñez            | Javier Acevedo        | Nissan Platina    | Catemu        | Automotora Agustinas - Nissan Cidef - Entel PCS - JVC |
| 42 | Óscar Carrasco        | Cristián Castro       | Daihatsu Sirion   | Talca         | Bujías Pacheco - PPG - Irenesa - Automotriz Quelle - Helicópteros del Pacífico - Bosch                                                                                              |
| 43 | Cristián Navarrete    | Barry Cruces          | Renault Clio      | Concepción    | Duoc UC - Cabur Competición - Loctite - Crónica - Sherwin Williams - Padilla y Villouta - Henkel - Pirelli - Teroson - Renault Trucks - Bonderite - Vidrios Bizama - El Sur - Rodar |
| 44 | Jaime Hinzpeter       | Alfredo Castro        | Seat Ibiza        | Santiago      | Caterpillar - Brooks - Falken |
| 45 | Leopoldo Vargas       | Félix Silva           | Chevrolet Corsa   | Temuco        | Movicenter - Silverstone - Würth - Inacap - Denso - JC Ridolfi - JVC - La Tercera                                                                                                   |
| 46 | Juan Carlos Abugarade | Miguel Concha         | Mitsubishi Lancer | San Felipe    | VicVar - Mobil - Falken - Escapes Valenzuela |
| 47 | Carlos Burgos         | Cecilia Jarpa         | Renault Clio      | Talcahuano    | Duoc UC - Cabur Competición - Loctite - Crónica - Sherwin Williams - Padilla y Villouta - Henkel - Pirelli - Teroson - Renault Trucks - Bonderite - Vidrios Bizama - El Sur - Rodar |
| 48 | Felipe Padilla        | Sergio Concha         | Renault Clio      | Concepción    | Duoc UC - Cabur Competición - Loctite - Crónica - Sherwin Williams - Padilla y Villouta - Henkel - Pirelli - Teroson - Renault Trucks - Bonderite - Vidrios Bizama - El Sur - Rodar |
| 49 | Ricardo Valverde      | Francisco Castro      | Toyota Yaris      | Nueva Braunau | Taller Panamericana Sur - Smartcom - New Dream Discoteque - Falken |
| 50 | Andrés Urrutia        | Carlos Maldonado      | Suzuki Swift      | Castro        | Suzuki - Impresoras Lexmark - Mobil - Socovesa - Pirelli |
| 51 | Carlos Jáuregui       | Álvaro Rosas          | Mitsubishi Lancer | Santiago      | Bus Norte - Dunlop - Kit Car and Truck - Loctite - Mobil |
| 52 | Sebastián Negrete     | Pablo Echeverría      | Nissan Sentra     | Santiago      | Automotora Agustinas - Nissan Cidef - Constructora Praga |
| 53 | Claudio Betancourt    | Rodrigo Stark         | Nissan V16        | Coyhaique     | Jorquera - Pirelli - Mobil - Neu-Bat - Coexla - Ragal - Copec |
| 54 | Ricardo Vallebuona    | Patricio Kuschel      | Volkswagen Gol    | Concepción    | Hyster - Requimaq - Secab - Würth - Zava Electric - OHB |
| 55 | Sebastián Eterovic    | Edgardo Raglianti     | Mitsubishi Lancer | Santiago      | Eterovic - Schiappacasse - Mitsubishi Motors - Mobil |
| 56 | Andrea Barrie         | Silvia Barrie         | Mitsubishi Lancer | Temuco        | Helicópteros del Pacífico - París - Mitsubishi Motors - Mobil - Michelin |
| 57 | Raúl Willer           | Cristián Moreira      | Mitsubishi Colt   | Osorno        | Concreces - Silverstone - Automotora Mesa - Club Sport - Brisk - Loctite - Sparco - RS Lubricantes Osorno                                                                           |
| 58 | Marcelo Mansilla      | Juan Eduardo Jorquera | Toyota Yaris      | Puerto Montt  | Instituto del Pacífico - C.A.V. Construcciones Limitada - Buses Jordan - Inacap - Stihl                                                                                             |
| 59 | Paulo Otero           | Paulo Otero Jr.       | Mitsubishi Colt   | Santiago      | Todo Escape Automotriz |
| 60 | Ernesto Rojas         | Gastón Riesco         | Mitsubishi Colt   | Santiago      | Todo Escape Automotriz |
| 61 | Mathias Quiroz        | María Paz Roses       | Mitsubishi Lancer | Los Andes     | Bus Norte - Dunlop - Kit Car and Truck - Loctite - Mobil |
| 62 | Juan Carlos Fröhlich  | Jaime Luttecke        | Mitsubishi Lancer | Osorno        | Valeo - Bacardí - Sony Ericcson - Movistar - Michelin |
| 63 | Andrea Gabutti        | Rodrigo Silva         | Opel Corsa        | Coquimbo      | Gabutti Corse - Stilo - OMP - Mobil |
| 64 | Cristóbal Geyger      | Jorge Modinger        | Renault Clio      | San Felipe    | Automotriz Renault Sergio Escobar y Cia. - Serviteca Artigues |

- Datos: Q108832432